# جامعة آية الله بروجردي
جامعة آية الله بروجردي هي الجامعة الحكومية الوحيدة في مقاطعة بروجرد، وثاني أكبر جامعة حكومية في محافظة لرستان. 
تأسست الجامعة عام ٢٠٠٦، وتضم حاليًا أكثر من ٥٣٠٠ طالب، منهم أكثر من ٤٤٠٠ طالب في مرحلة البكالوريوس، وأكثر من ٨٠٠ طالب في مرحلة الدراسات العليا. رئيس الجامعة الحالي هو أحمد رضا مظاهري.

## التاريخ
تأسست جامعة آية الله بروجردي، كثاني جامعة حكومية في محافظة لرستان، خلال زيارة قام بها وفد حكومي إلى المحافظة عام ٢٠٠٦، وبدأت قبول الطلاب في النصف الثاني من العام الدراسي نفسه.

## الكليات ومجالات الدراسة
تضم جامعة آية الله بروجردي حاليًا ثلاث كليات تُغطي 22 تخصصًا دراسيًا في مرحلة البكالوريوس و18 تخصصًا في مرحلة الماجستير:

### كلية العلوم الإنسانية (مجالاتها وتخصصاتها)
- القانون
- الاقتصاد
- المحاسبة
- علم النفس
- العلوم السياسية
- الإدارة المالية
- العلوم الاجتماعية
- العلوم الاقتصادية
- التربية الإسلامية
- الرعاية الاجتماعية
- علوم القرآن والحديث
- الفقه وأصوله
- اللغويات وتعليم اللغة الإنجليزية

### مجالات العلوم الأساسية (مجالاتها وتخصصاتها)
- الرياضيات
- الفيزياء
- الكيمياء
- علوم الحاسوب

### كلية الهندسة والتكنولوجيا (مجالاتها وتخصصاتها)
- الهندسة الكهربائية
- هندسة الطاقة
- الهندسة المدنية
- الهندسة المعمارية الهندسة
- الهندسة الميكانيكية
- هندسة الحاسوب